# ʿAmr ibn Luḥayy
ʿAmr b. Luḥayy (in arabo ﻋﻤﺮﻭ ﺑﻦ لُحَيّ‎?) è stato il mitico fondatore del culto politeistico della penisola arabica, responsabile dell'allontanamento degli Arabi preislamici dai culti monoteistici conservatisi fino al profeta islamico Nūḥ.
Le fonti islamiche lo additano come eponimo del sottogruppo dei Banu Khuza'a a La Mecca, in contrasto con la tradizione che indicava invece nello Yemen la loro patria di origine.
A lui gli autori musulmani che si occuparono di religione fin dalla creazione dell'uomo addebitarono l'imposizione del paganesimo una volta espulsi da La Mecca i Banu Jurhum, con i quali si era imparentato lo stesso profeta Ismāʿīl, figlio di Ibrāhīm - venuto in Terrasanta da Ur dei Caldei - e di Hagar, sua concubina araba. 
Gli idoli introdotti a La Mecca sarebbero stati trasportati dalla mesopotamica Hīt, o dalla Balqa' (nell'attuale Giordania).